# Tuttle Verlag

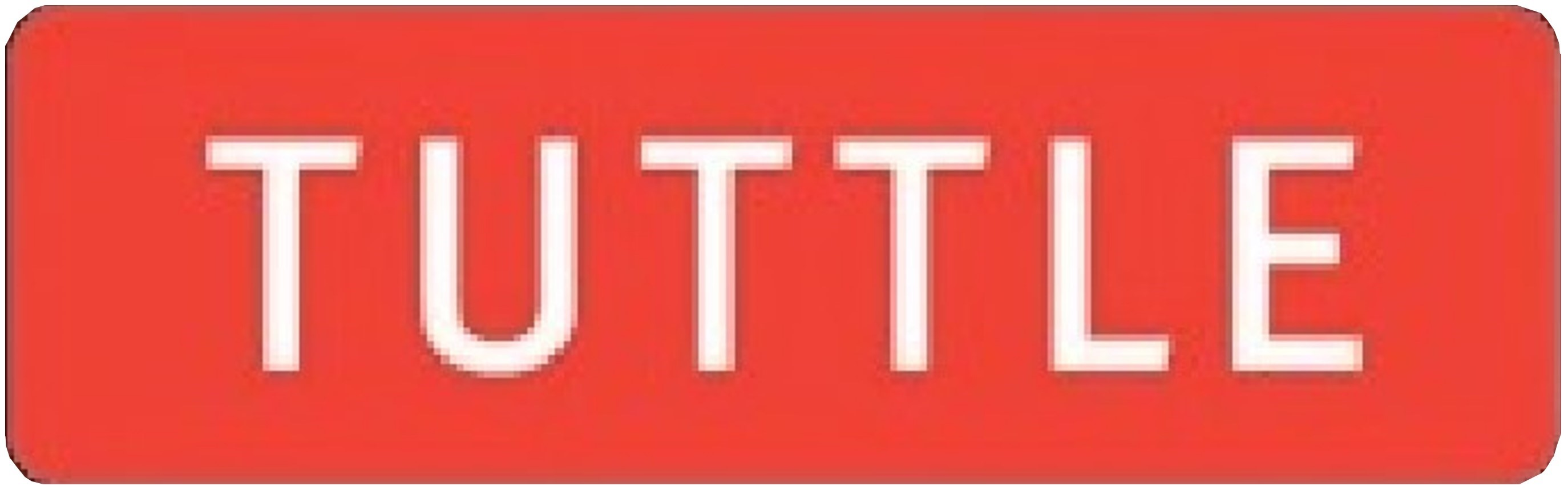
Tuttle Logo heute

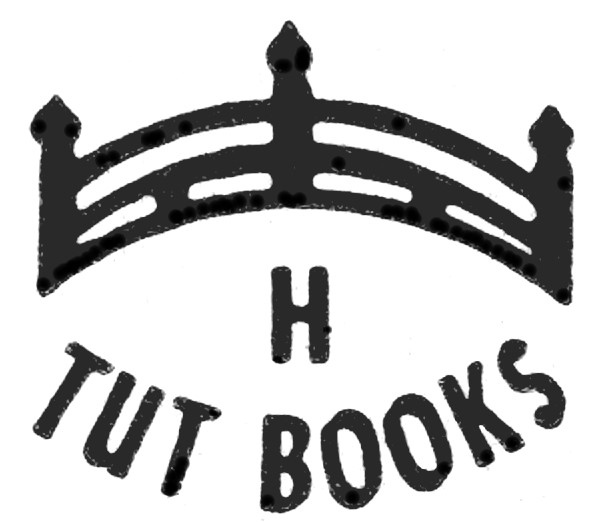
Ursprüngliches Verlags-Logo

Der Tuttle Verlag (englisch Tuttle Publishing) wurde 1948 in Rutland, Vermont (USA), und Tokio, Japan, gegründet und gilt heute als führender Verleger von Büchern, die der asiatischen Kultur, Sprache und Geschichte gewidmet sind.

## Überblick
Der Gründer des Unternehmens, Charles Egbert Tuttle Jr. (1915–1993), trat nach seinem Abschluss an der Phillips Exeter Academy und der Harvard-Universität dem US-Militär bei. Tuttle kam unmittelbar nach Ende des Pazifikkriegs nach Japan und arbeitete dort unter General Douglas MacArthur. Dabei war seine Hauptaufgabe die Wiederbelebung der japanischen Verlagsbranche nach dem Krieg. Tuttle blieb nach Ausscheiden aus dem Militärdienst in Japan und gründete seinen eigenen Verlag. Bis heute tragen die Publikationen eine japanische ISBN.
Seit seiner Gründung im Jahr 1948 hat Tuttle mehr als 6000 Bücher veröffentlicht und unterhält heute eine aktive Backlist von rund 2000 Titeln. Viele der Bücher, die ursprünglich von Charles Tuttle in den 1950er, 1960er und 1970er Jahren veröffentlicht wurden, sind bis heute beliebt – ein Beweis für seinen Erfolg als Verleger.
Heute veröffentlicht Tuttle jedes Jahr 150 neue Titel mit den Schwerpunkten asiatische Sprachen, asiatisches Essen und Kochen, Gartenarbeit und Blumenarrangieren, Kunsthandwerk und Origami, Kinderbücher, Kampfkunst, Asiatische Literatur, Spiele und Graphic Novels, asiatische Geschichte und Kultur, Gesundheit und Fitness, Selbsthilfe und östliche Religion, asiatische Kunst und Sammlerstücke, Innenarchitektur und Architektur, Reiseführer sowie Karten und Geschäftsbücher.